# 氫鍵催化

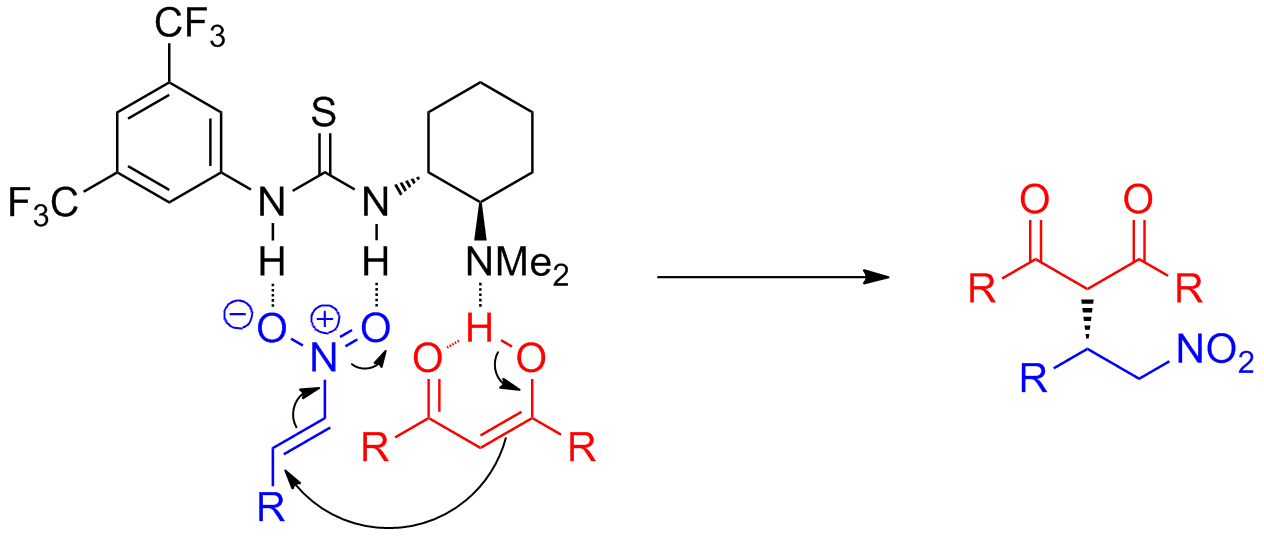
竹本氏（Takemoto）研發的氫鍵催化硝烯不對稱米高加成。硫脲以氫鍵連接硝基並穩定其負電荷，胺則為活化親核試劑之鹼基。此為雙官能催化的例子

氫鍵催化是有機催化反應，以氫鍵相互作用加速和控制有機反應。在生物系統，氫鍵在許多酶促反應中起關鍵作用，包括調整受質方向和降低反應門檻。然而，化學家最近才開始用氫鍵的力量來催化反應，與路易士酸催化研究相比，該領域不太發達。
供氫鍵體可以多種機制促成反應。反應時，氫鍵可穩定陰離子中間體和過渡態，或結合小陰離子形成活躍親電陽離子；更酸的供體可充當通用酸或特定酸，以質子啟動親電試劑。“雙官能催化”中，親核試劑和親電試劑反應雙方同時啟動，是有效的方法。氫鍵催化中，催化劑份子與受質緊密結合，是促成選擇對映體的有效方法。
氫鍵催化劑通常易製，相對穩定，且可以合成高對映純度。氫鍵催化反應發表越發頻密，如羥醛加成、地－阿環加成和曼氏反應等可用於合成的常見有機反應之不對稱變體。
然而，氫鍵催化發揮全部合成效用潛力前必須克服幾樣挑戰。目前已知的反應只限於某些受質，加速率和周轉率亦頗低，需高催化劑負載。催化劑常以覆試發現和微調，而化學家對催化劑結構和反應活度關係知之甚少。此外，領域仍未了解遠超一般機理的新發現反應。隨著未來更詳細的結構和機理研究，氫鍵催化有巨大潛力，有用於不對稱合成的前景，可用於高效的新型選定反應。

## 延伸閱讀
1. ↑  Jacobsen, E. N.; Knowles, R. R.  (PDF). Proc. Natl. Acad. Sci. September 2010, 107 (48): 20678–20685  [2022-11-19]. Bibcode:2010PNAS..10720678K. PMC 2996434 . PMID 20956302. doi:10.1073/pnas.1006402107 . （原始内容存档 (PDF)于2023-01-06）.
2. ↑  Jacobsen, E. N.; Taylor, M. S. . Angew. Chem. Int. Ed. February 2006, 45 (10): 1521–1539. PMID 16491487. doi:10.1002/anie.200503132.
3. ↑  Doyle, Abigail G.; Jacobsen, E. N. . Chem. Rev. December 2007, 107 (12): 5713–5743. PMID 18072808. doi:10.1021/cr068373r.